# La Tourette-Cabardès
La Tourette-Cabardès település Franciaországban, Aude megyében. Lakosainak száma 22 fő (2022. január 1.). La Tourette-Cabardès Caudebronde, Les Martys és Miraval-Cabardes községekkel határos.

## Népesség
A település népessége az elmúlt években az alábbi módon változott:
| Lakosok száma | 36   | 19   | 25   | 25   | 20   | 20   | 23   | 24   | 24   | 22   |
|               | 1968 | 1982 | 1990 | 2006 | 2013 | 2015 | 2017 | 2019 | 2020 | 2022 |